# Jeep Grand Commander
La Jeep Grand Commander è una automobile prodotta dalla casa automobilistica statunitense Jeep dal 2018 al 2022; si tratta di una SUV sette posti medio-grande progettata e venduta solo per il mercato cinese dalla divisione GAC-FCA. La produzione avveniva nello stabilimento cinese di Changsha.
La denominazione Grand Commander identifica la versione con abitacolo a sette posti, mentre dal fine 2018 viene prodotta anche la versione 5 posti denominata semplicemente Jeep Commander.

## Storia
La Grand Commander nasce dal progetto K8, sviluppato congiuntamente tra la Jeep e la GAC FCA, filiale cinese del gruppo FCA: il progetto prevedeva la realizzazione di un grande SUV a sette posti espressamente per il mercato cinese da produrre sulla stessa linea produttiva del modello Jeep Cherokee nello stabilimento di Changsha in Cina. Il marchio Jeep infatti non possedeva in gamma questa tipologia di vettura a sette posti che in Cina manifesta un vasto mercato e allo stesso tempo serviva un modello di questo segmento a causa del divario di prezzo tra la Cherokee (prodotta localmente) e la Grand Cherokee (molto più costosa a causa dei dazi di importazione dagli Stati Uniti dove viene prodotta). 
Nel 2017 il progetto K8 viene anticipato dal prototipo Jeep Yuntu, primo prototipo del marchio americano ad avere un nome cinese. La Yuntu era caratterizzata da un design futurista con porte apribili ad armadio (suicide doors) ed interni con schermi full-touch.
Il modello definitivo viene presentato nella primavera del 2018 al salone dell’automobile di Pechino e possiede una estetica molto più tradizionale rispetto al concept Yuntu. Il design viene realizzato dal centro stile di Auburn Hills (Stati Uniti sede progettuale del gruppo FCA US) e Shanghai (Cina dove il gruppo possiede un centro stile) molto spigoloso richiama la piccola Jeep Renegade, la calandra anteriore possiede dimensioni ridotte come sulla Jeep Compass. La carrozzeria è lunga 4,87 metri e il passo misura 2,80 metri (10 centimetri in più rispetto alla Cherokee).
L’allungamento del passo ha permesso di realizzare un abitacolo più spazioso e in grado di ospitare la terza fila di sedili.
Internamente la plancia possiede rivestimenti in pelle e plastica morbida, con il grande schermo del sistema di infotainment UConnect centrale disponibile nelle versioni a 7 e 8,4 pollici con piattaforma di connettività Apple CarPlay o Baidu CarLife oltre al touchscreen e navigatore satellitare, bluetooth e connessione internet.
Il nome Grand Commander richiama il modello Jeep Commander prodotto dalla Jeep dal 2005 al 2010 e anch’essa con abitacolo sette posti.
Nel settembre 2018 alla Grand Commander a sette posti viene affiancata la versione a 5 posti priva della terza fila di sedili posteriori denominata semplicemente Commander. La 5 posti non presenta né differenze estetiche né meccaniche rispetto alla 7 posti.
La produzione è terminata nel 2022 a seguito della fine della joint venture tra Stellantis e GAC.

## Meccanica
Il telaio di base è lo stesso Compact US Wide della Cherokee e le stesse sono le sospensioni anteriori McPherson e posteriori Multilink. A differenza del Cherokee però la trazione è anteriore sui modelli base e integrale sui modelli di punta: il sistema di trazione integrale è disponibile solo nella versione basica Active Drive a disconnessione dell’asse posteriore con Select Terrain. Per questo motivo i vertici Jeep hanno optato per evitare l’esportazione del modello in mercati fuori dalla Cina in quanto la casa americana è nota per le ottime prestazioni in fuoristrada che non vengono garantite dal Grand Commander.
Il motore è il nuovo 2.0 litri T4 quattro cilindri benzina turbo a iniezione diretta e sistema MultiAir della famiglia motoristica GME (Global Medium Engine) sviluppato dalla divisione Powertrain del gruppo FCA e per la prima prodotto anch’esso localmente in Cina. Il 2.0 T4 è disponibile in due versioni ed eroga 235 cavalli sui modelli base e 265 cavalli sulle versioni di punta entrambe abbinate alla trasmissione automatica sequenziale ZF 9HP a 9 rapporti.

## Commander PHEV

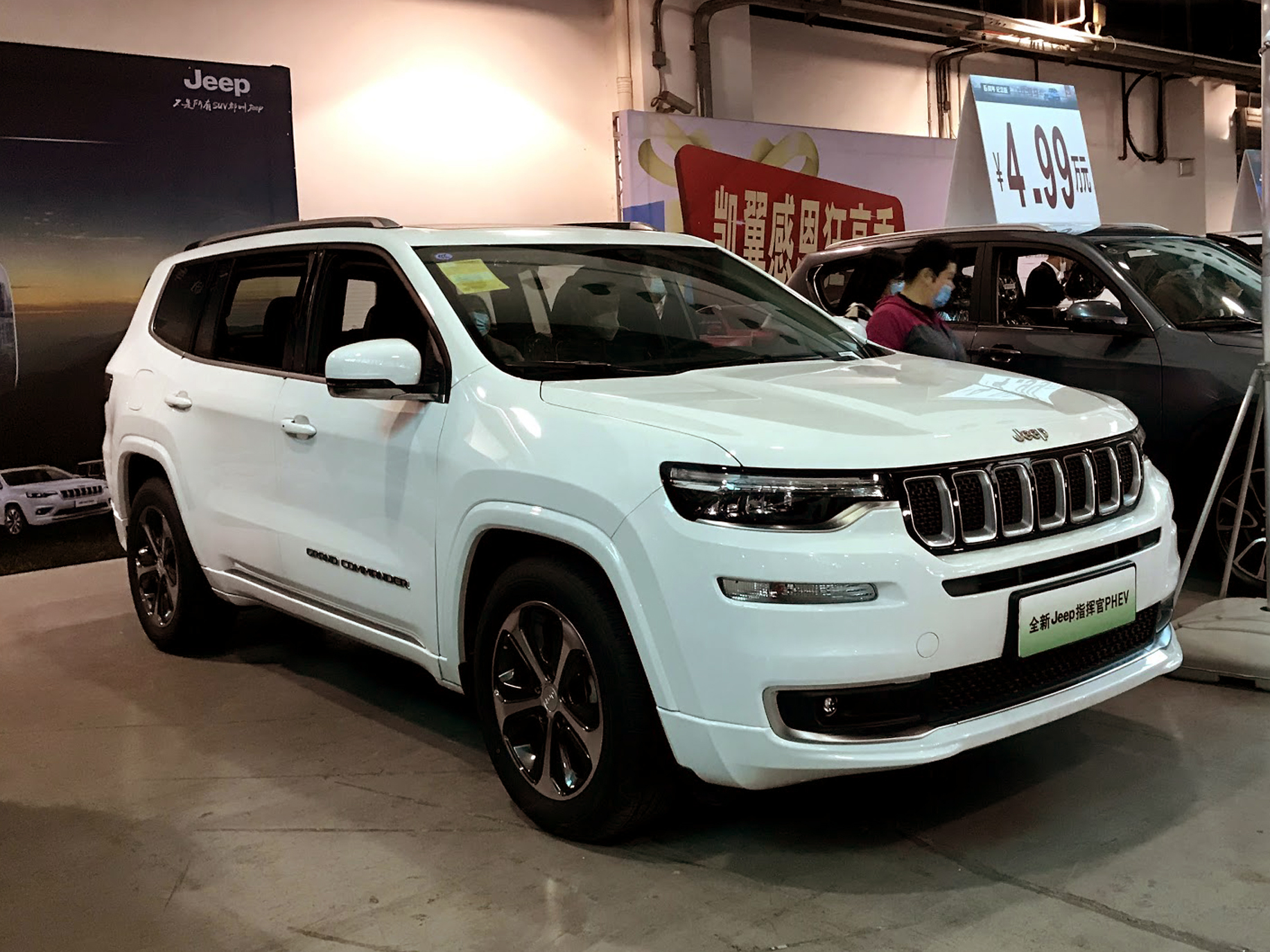
La Commander PHEV ibrida plug-in

Sempre nel 2018 viene presentato un prototipo plug-in-hybrid basato sulla versione 5 posti denominato Commander PHEV con batterie ricaricabili posizionate nel pianale posteriore dietro la seconda fila di sedili e motore 2.0 turbo. Il prototipo, di cui non vengono dichiarate le prestazioni, presenta lo stesso sistema ibrido della Chrysler Pacifica PHEV e la casa dichiara un consumo di 2 litri per 100 km con la batteria carica secondo gli standard omologativi cinesi.
Nel marzo 2019 al salone dell’automobile di Shanghai viene presentata ufficialmente la versione di produzione della Commander PHEV che presenta il motore 2,0 litri Turbo GME abbinato a quello elettrico erogante 260 cavalli complessivi, il cambio è un automatico a variazione continua SI-EVT; la casa dichiara un consumo nel ciclo misto pari a 1,7 litri per 100 km e una percorrenza in modalità elettrica pari a 70 km.

## Vendite
| Anno | Cina   |
| ---- | ------ |
| 2018 | 13,466 |
| 2019 | 14,293 |
| 2020 | 7,373  |
| 2021 | 7,907  |